# توراكو روسبولي

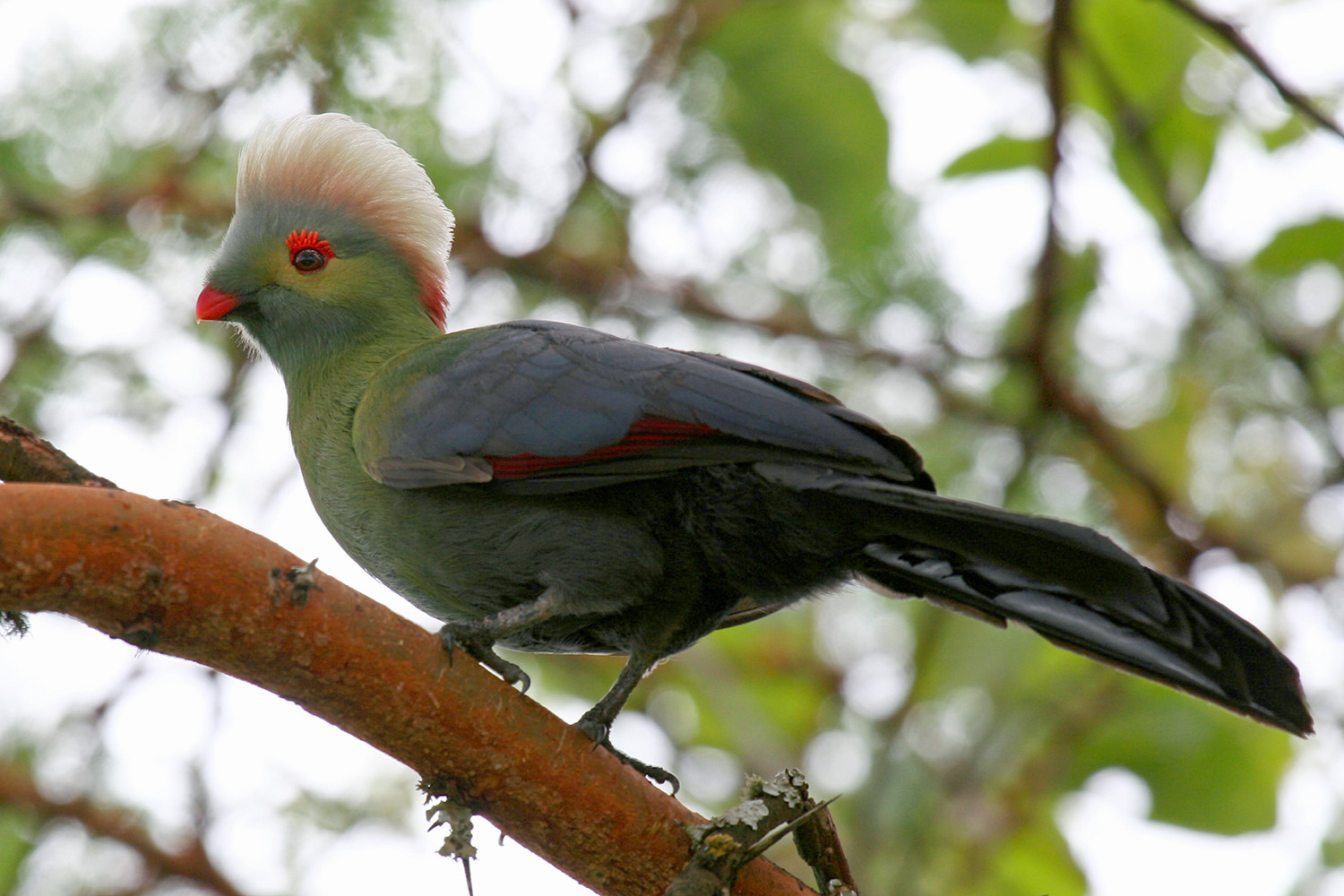
صورة توراكو الأمير روسبولي بموقع في المنطقة نغيلي بورينا في إثيوبيا

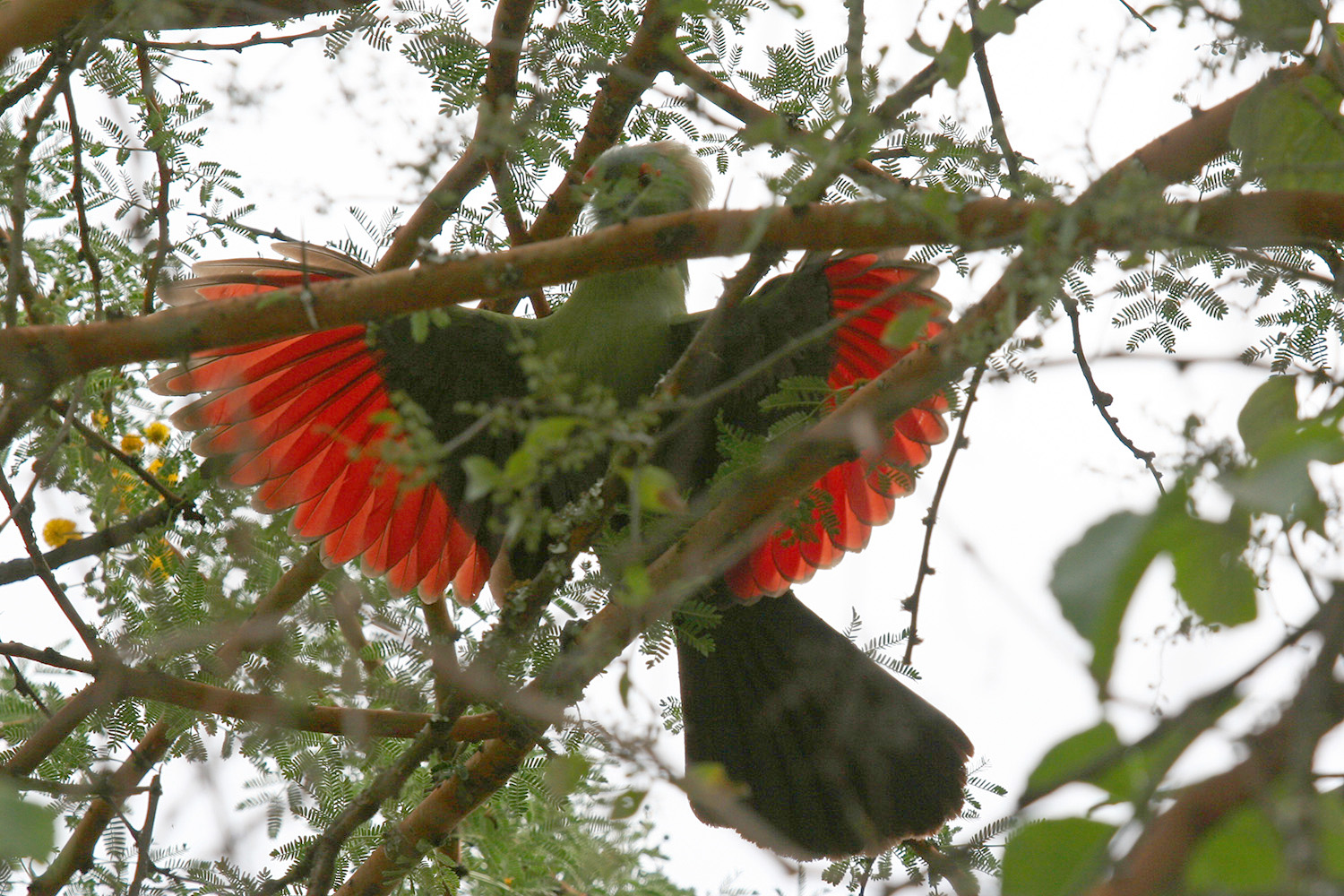
صورة توراكو الأمير روسبولي بموقع في المنطقة نغيلي بورينا في إثيوبيا

توراكو روسبولي (الاسم العلمي: Tauraco ruspolii) (بالإنجليزية: Prince Ruspoli's Turaco)‏ هو نوع من الطيور يتبع جنس التوراكو من فصيلة آكلات الموز.